# بوبي تاكر
بوبي تاكر (بالإنجليزية: Bobby Tucker)‏ هو عازف جاز وعازف بيانو أمريكي، ولد في 8 يناير 1923 في موريستاون في الولايات المتحدة، وتوفي بنفس المكان في 12 أبريل 2008.

## وصلات خارجية
- بوبي تاكر على موقع IMDb (الإنجليزية)
- بوبي تاكر على موقع ميوزك برينز (الإنجليزية)
- بوبي تاكر على موقع أول ميوزيك (الإنجليزية)
- بوبي تاكر على موقع ديسكوغز (الإنجليزية)